# 乌特尔加
乌特尔加（西班牙語：Uterga）是西班牙纳瓦拉的一个市镇。总面积9平方公里，总人口158人（2001年），人口密度18人/平方公里。